# Noor Vidts
Noor Vidts (Vilvoorde, 30 mei 1996) is een Belgische atlete, die gespecialiseerd is in de meerkamp. Ze veroverde vijf Belgische titels en behaalde in 2021 een vierde plaats in de zevenkamp op de Olympische Spelen. In 2022 en 2024 werd Vidts wereldindoorkampioene op de vijfkamp. In 2022 verbeterde ze daarbij het Belgisch record. Op de Olympische Spelen 2024 in Parijs won ze een bronzen medaille in de zevenkamp. 

## Loopbaan

### Jeugd
Vidts deed in 2013 haar eerste internationale ervaring op door op de zevenkamp deel te nemen aan de wereldkampioenschappen U18 in Donetsk. Ze werd vijftiende. Het jaar nadien werd ze in deze discipline zestiende op de wereldkampioenschappen U20 in Eugene, gevolgd door een vierde plaats op de Europese kampioenschappen voor junioren (U20) in Eskilstuna in 2015.

### Senioren

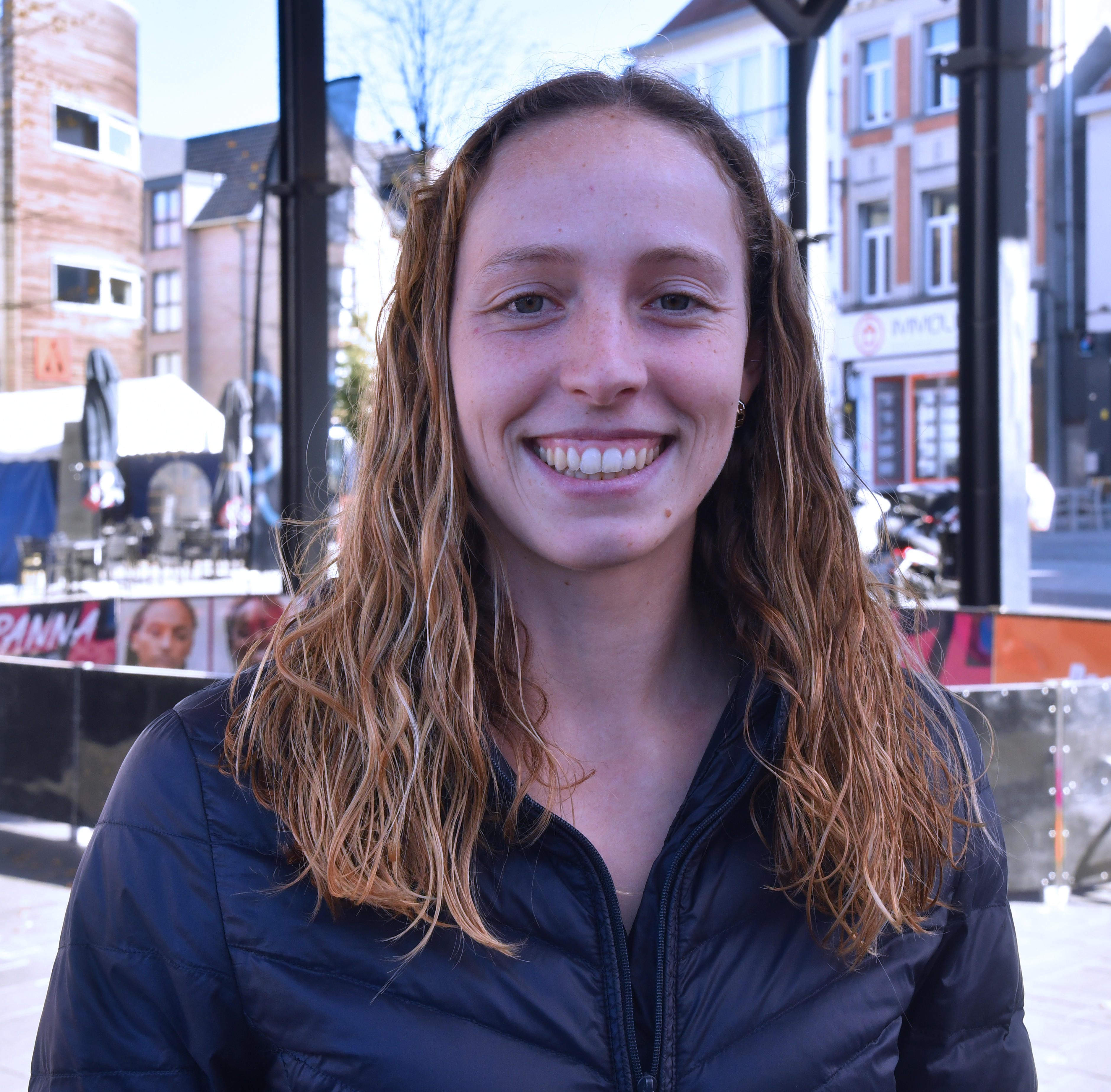
Vidts in 2021

In 2014 behaalde Vidts haar eerste medaille bij de senioren. Ze werd op de Belgische indoorkampioenschappen derde op 200 m. Op het Belgisch indoorkampioenschap vijfkamp moest ze in 2016 Nafissatou Thiam laten voorgaan. In 2017 kon ze op deze meerkamp met een persoonlijk record van 4297 punten haar eerste Belgische titel vieren. Zij profiteerde van de afwezigheid van Thiam en Hanne Maudens en veroverde de Belgische titel met PR-prestaties op de 60 m horden (8,60 s), het verspringen (6,21 m) en de 800 m (2.19,85). Een jaar later liet Thiam op het BK indoor meerkamp opnieuw verstek gaan. Met een persoonlijk record van 4446, 241 punten meer dan de als tweede eindigende Maudens, prolongeerde Vidts met overmacht haar titel. Ze nam dat jaar ook deel aan de Europese kampioenschappen in Berlijn. Terwijl Thiam haar eerste titel pakte en ook Maudens een top tien-plaats behaalde, strandde ze met 5598 punten op de twintigste plaats.
In 2019 veroverde Vidts haar eerste Belgische titel op de zevenkamp. Tijdens de BK Meerkampen in Brugge had de studente bio-ingenieur gehoopt het kwalificatieminimum van 6300 punten voor de wereldkampioenschappen in Doha te behalen. Daarvoor waren de weersomstandigheden in Brugge echter te slecht, met op de eerste dag gietende regen tijdens het hoogspringen en op de tweede dag veel wind bij het verspringen, het speerwerpen en de afsluitende 800 m. Nochtans kwam zij uit op een puntentotaal van 6018, een wedstrijdrecord. In september was Vidts echter een van de gelukkigen die, ondanks het missen van de kwalificatie-eis, door World Athletics werd uitgenodigd om deel te nemen aan de WK in Doha. In de hoofdstad van Qatar eindigde zij op de vijftiende plaats met een totaal van 5989 punten.

### 2021 Olympisch debuut in Tokio
In 2021 maakte Vidts haar olympisch debuut op de Olympische Spelen van Tokio, die vanwege de coronapandemie een jaar waren uitgesteld. De eerste dag van de zevenkamp eindigde zij verrassend op de tweede plaats achter de Nederlandse Anouk Vetter. Op de tweede dag kwamen echter Nafi Thiam en de Nederlandse Emma Oosterwegel sterk opzetten. Vooral door goede speerworpen van beiden slaagde Thiam erin om haar olympische titel te prolongeren ten koste van Vetter, terwijl Oosterwegel het brons voor de neus van Vidts wegkaapte.

### Goud op WK indoor
In 2022 werd Vidts wereldkampioene op de indoor vijfkamp met een totaal van 4929 punten. Hiermee verbeterde zij het Belgische record van Nafissatou Thiam met 25 punten. Op de wereldkampioenschappen outdoor later dat jaar in Eugene werd ze vijfde op de zevenkamp.
In 2024 in Glasgow verlengde Vidts haar wereldtitel, als eerste atlete ooit in de vijfkamp.
Geen enkele Belg won eerder twee keer goud op de WK indoor.

### Brons op Olympische spelen in Parijs 2024
In Parijs opende ze de zevenkamp met een persoonlijk record van 13,1 s op de 100 m horden. Dat deed ze ook al eerder dat jaar op het EK in Rome. Ook in het hoogspringen sprong ze amper 1 cm onder haar PR. Dit gaf haar duidelijk het nodige zelfvertrouwen waardoor ze zich volop in de titelstrijd voor een medaille positioneerde. Tijdens het speerwerpen verbeterde ze vervolgens tot drie keer toe haar persoonlijke record tot 45,00 m. Waardoor Vidts aan de beslissende 800 m begon op een vierde plaats op amper 5 punten van Annik Kälin. Ze kon in dit slotnummer met een persoonlijk record van 2.06,38 haar achterstand goedmaken en veroverde zo haar eerste olympische medaille.

### Clubs
Vidts is aangesloten bij Vilvoorde Atletiek Club.

### Studie
Bovenop haar sportieve carrière studeerde ze in 2022 af als master in de bio-ingenieurswetenschappen: biosysteemtechniek aan de KU Leuven, tijdens deze master volgde ze de major Human Health Engineering.

## Kampioenschappen

### Internationale kampioenschappen
| Onderdeel | Titel                 | Jaar       |
| --------- | --------------------- | ---------- |
| vijfkamp  | Wereldindoorkampioene | 2022, 2024 |

### Belgische kampioenschappen
Outdoor
| Onderdeel | Jaar |
| --------- | ---- |
| zevenkamp | 2019 |

Indoor
| Onderdeel   | Jaar             |
| ----------- | ---------------- |
| vijfkamp    | 2017, 2018, 2020 |
| 60 m horden | 2024             |

## Persoonlijke records
Outdoor
| Onderdeel    | Prestatie | Wind (m/s) | Datum             | Plaats   |
| ------------ | --------- | ---------- | ----------------- | -------- |
| 200 m        | 23,70 s   | + 1,5      | 4 augustus 2021   | Tokio    |
| 800 m        | 2.06,38   |            | 9 augustus 2024   | Parijs   |
| 100 m horden | 13,10 s   |            | 8 augustus 2024   | Parijs   |
| hoogspringen | 1,84 m    |            | 31 augustus 2019  | La Nucia |
| verspringen  | 6,46 m    |            | 8 juni 2024       | Rome     |
| kogelstoten  | 14,79 m   |            | 7 juni 2024       | Rome     |
| speerwerpen  | 45,00 m   |            | 9 augustus 2024   | Parijs   |
| zevenkamp    | 6707 p    |            | 8/9 augustus 2024 | Parijs   |

Indoor
| Onderdeel    | Prestatie      | Datum            | Plaats           |
| ------------ | -------------- | ---------------- | ---------------- |
| 800 m        | 2.08,81        | 18 maart 2022    | Belgrado         |
| 60 m horden  | 8,15 s         | 18 maart 2022    | Belgrado         |
| hoogspringen | 1,84 m         | 16 februari 2019 | Antequera        |
| verspringen  | 6,60 m         | 18 maart 2022    | Belgrado         |
| kogelstoten  | 14,22 m        | 26 februari 2022 | Louvain-la-Neuve |
| vijfkamp     | 4929 p (ex-NR) | 18 maart 2022    | Belgrado         |

### Opbouw PR meerkamp en potentie op basis van persoonlijke records
In de tabel staat de uitsplitsing van het persoonlijk record op de zevenkamp. In de kolommen ernaast staat ook het potentieel record, met alle persoonlijke records op de losse onderdelen en de bijbehorende punten.
|              | Uitsplitsing PR | Uitsplitsing PR | Uitsplitsing PR |              | Potentieel record | Potentieel record |
| Onderdeel    | Prestatie       | Wind (m/s)      | Punten          | Pers. record | Punten            |                   |
| ------------ | --------------- | --------------- | --------------- | ------------ | ----------------- | ----------------- |
| 100 m horden | 13.10           | -0,1            | 1109            | 13,10        | 1109              |                   |
| hoogspringen | 1,83            |                 | 1016            | 1,84         | 1029              |                   |
| kogelstoten  | 14,57           |                 | 832             | 14,79        | 847               |                   |
| 200 m        | 23,86           | +0,4            | 994             | 23,70        | 1010              |                   |
| verspringen  | 6,40            | +0,4            | 975             | 6,60         | 1040              |                   |
| speerwerpen  | 45,00           |                 | 763             | 45,00        | 763               |                   |
| 800 m        | 2.06,38         |                 | 1018            | 2.06,38      | 1018              |                   |
| Puntentotaal |                 |                 | 6707            |              | 6816              |                   |

## Palmares

### 200 m
- 2014:  BK indoor AC – 25,73 s
- 2018:  BK indoor AC – 24,46 s

### 60 m horden
- 2017:  BK indoor AC – 8,50 s
- 2021:  BK indoor AC – 8,33 s
- 2022:  BK indoor AC – 8,24 s
- 2024:  BK indoor AC – 8,27 s

### 100 m horden
Diamond League-resultaten
- 2021: 7e Memorial Van Damme - 13,55 s (+0,7 m/s)

### hoogspringen
- 2016:  BK AC – 1,74 m
- 2018:  BK indoor AC – 1,74 m
- 2021:  BK indoor AC – 1,77 m

### kogelstoten
- 2023:  BK AC – 13,99 m
- 2024:  BK indoor AC – 13,75 m
- 2024:  BK AC - 14,44 m

### vijfkamp
- 2016:  BK indoor – 4181 p
- 2017:  BK indoor – 4297 p
- 2018:  BK indoor – 4446 p
- 2020:  BK indoor – 4629 p
- 2021:  EK indoor in Toruń – 4791 p
- 2022:  WK indoor in Belgrado – 4929 p (NR)
- 2023:  EK indoor in Istanbul – 4823 p
- 2024:  WK indoor – 4773 p

### zevenkamp
- 2013: 15e WK U18 te Donetsk – 5289 p
- 2014: 16e WK U20 te Eugene – 5342 p
- 2015: 4e EK U20 te Eskilstuna – 5652 p
- 2017: 18e Hypomeeting te Götzis – 6024 p
- 2017: 5e EK U23 te Bydgoszcz – 5924 p
- 2017:  Universiade te Taipei – 5728 p
- 2018: 20e EK te Berlijn – 5598 p
- 2019:  Zevenkamp van Arona – 6194 p
- 2019:  BK te Brugge – 6018 p
- 2019: 15e WK te Doha – 5989 p
- 2021: 4e OS te Tokio – 6571 p
- 2022: 5e WK te Eugene – 6559 p
- 2022: 4e EK te München – 6467 p
- 2023: 6e WK - 6450 p
- 2024:  EK te Rome - 6596 p
- 2024:  OS te Parijs - 6707 p